# Oneida Pinto
Oneida Rayeth Pinto Pérez (26 de mayo de 1969), también conocida como la "Princesa Wayú", es una política colombiana, que fue alcaldesa en dos ocasiones del municipio de Albania, y primera gobernadora electa que tuvo el departamento de La Guajira. Sin embargo, el 7 de junio de 2016, el Consejo de Estado de Colombia anuló la elección de Pinto como gobernadora de La Guajira, y ratificó el 18 de junio, porque en menos de un año a su elección se había desempeñado como alcaldesa de Albania, lo que violaba las leyes electorales.
La Procuraduría General de la Nación destituyó e inhabilitó a Pinto por corrupción, y estaba en proceso de apelar la decisión, cuando la Fiscalía General de la Nación le dictó medida de aseguramiento el 5 de julio de 2019. Pinto fue acusada de apropiación de dineros públicos en dos contratos en 2010 y 2011, destinados a adoquinar varias vías del municipio de Albania, La Guajira, por COP $12.590 millones de pesos. Sin embargo, desde julio de 2019, Pinto se encuentra prófuga de la justicia colombiana y estaría escondida en Venezuela.

## Familia
Oneida Pinto estuvo casada con Pablo Parra, conocido por su sobrenombre de "El Negro",  quien en el pasado había laborado para Pinto como escolta, y luego mantuvieron una relación sentimental hasta que se casaron.
Tiene una media hermana llamada Yasmira María Pinto Arregocés.
Aunque los medios colombianos la empezaron a llamar la "Princesa Wayú" y ella vestía los tradicionales y coloridos atuendos, la Dirección de Asuntos Indígenas del Ministerio del Interior indagó sus censos de los resguardos indígenas Wayú, y determinó que Pinto no era de su etnia.

## Trayectoria política

### Alcaldesa de Albania, Guajira
Pinto ha sido alcaldesa de Albania en dos ocasiones; en el 2004 y luego en el 2012.
Su esposo Pablo Parra fungió como "Gestor Social del Municipio", cargo ad honorem en el que se realizan obras sociales y culturales de la alcaldía. Sin embargo, Parra, sin tener potestad para ejercer el cargo público atendía reuniones que por ley debía atender su esposa como alcaldesa, incluyendo los Consejos de Seguridad. Los Consejos de Seguridad son usualmente de exclusiva reserva entre mandatarios oficiales y comandantes de la fuerza pública para tomar importantes decisiones sobre seguridad y defensa y se maneja información reservada sobre orden público.
Pinto y su exesposo manejan un gran poder a nivel regional. A los dos se le atribuye haber promocionado la candidatura de Yan Keller Hernández Herazo, exconductor de Oneida a la alcaldía de Albania entre el 2007 y el 2011.

### Gobernadora de La Guajira
Para evadir las leyes electorales, Oneida Pinto se divorció de su esposo para no inhabilitar su candidatura a la alcaldía de Albania, igualmente se distanció del alcalde de Albania Yan Hernández Herazo. Pinto renunció a la alcaldía de Albania el 22 de julio de 2014 y luego anunció su candidatura a la gobernación de La Guajira el 26 de junio de 2015.
Tras la destitución del gobernador de La Guajira, Kiko Gómez Cerchar, la pareja de Oneida Pinto, Pablo Parra realizó maniobras políticas con el Partido Cambio Radical para que Sugeila Oñate, asumiera la gobernación tras el fugaz mandato de Faihan Al-Fayes Chaljub y de esta manera lograr apoyos políticos a su candidatura.
Pinto resultó elegida en las Elecciones regionales de Colombia de 2015 con unos 160.000 votos, convirtiéndose en la primera gobernadora electa del departamento de La Guajira. Fue apoyada por el grupo político de los Ballesteros y el Partido Cambio Radical, aliado de Kiko Gómez Cerchar, el senador Germán Vargas Lleras, miembros del clan Char en Barranquilla.
Sin embargo,  el 7 de junio de 2016, el Consejo de Estado de Colombia anuló la elección de Pinto como gobernadora de La Guajira, y ratificó el 18 de junio, porque en menos de un año a su elección se había desempeñado como alcaldesa de Albania, lo que violaba las leyes electorales sobre "violación al régimen de inhabilidades". Los dirigente del partido Cambio Radical sabían de la inhabilidad de Pinto, aun así, prosiguieron y el director Rodrigo Lara Restrepo, Arturo Char y Antonio Guerra de la Espriella, aprobaron el aval del partido, mientras que el senador Carlos Fernando Galán se opuso. La elección resultó costando al Estado colombiano entre COP$ 4.000 y 7.000 millones de pesos.

### Líos judiciales y fuga
Tras su destituación de la gobernación de La Guajira, la justicia colombiana inició investigaciones preliminares sobre actos de corrupción de Pinto asociados a la defraudación de recursos del "Programa Contra la Mortalidad Infantil en La Guajira", donde firmó de convenios interadministrativos por COP$18.600 millones de pesos con la ESE Hospital San Rafael de Albania.
Pinto también fue acusada por la justicia ordinaria colombiana por hechos ocurridos durante su tenuria de la alcaldía de Albania, donde incurrió en los delitos de "concierto para delinquir, contrato sin cumplimiento de requisitos, interés indebido en la celebración de contratos, peculado por apropiación, falsedad en documento público y falsedad en documento privado", Durante una audiencia judicial en Bogotá, Pinto aprovechó un receso alegando que tenía una cita médica para fugarse. La justicia colombiana le dictó medida de aseguramiento el 5 de julio de 2019.
Los contratos en cuestión fueron fechados el 6 de agosto de 2010 y del 10 de marzo de 2011, en los que Pinto realizó acuerdos entre la Alcaldía de Albania y la fundación "Fundasec", pero según la Fiscalía, la ejecución de la obra fue hecha por un primo de la exgobernadora llamado Adolfo Carrillo, lo cual es ilegal. Los contratos eran para adoquinar varias vías del municipio de Albania, La Guajira, por un monto de COP $12.590 millones de pesos. Pinto avaló y recomendó personalmente a unas 2.000 personas con sus hojas de vida para trabajar en la instalación de los adoquines, incluyendo mujeres embarazadas y ancianos, que luego recibían pagos sin haber laborado, y en el que el municipio habría perdido unos COP$ 5.981 millones de pesos.
En marzo de 2020, el abogado de Pinto trató mediante tutela de que su caso pasara del sistema judicial colombiano a ser juzgada por la justicia indígena Wayú, pero la tutela fue negada.